# Villaeles de Valdavia
Villaeles de Valdavia es un municipio de la comunidad autónoma de Castilla y León (España), situado en la provincia de Palencia, comarca de Vega-Valdavia. Limita al sur con Villamelendro de Valdavia, al oeste con Villabasta, al norte con Arenillas de San Pelayo, y al este con San Martín del Monte. Ubicada a los pies de la ruta Jacobea que unía San Vicente de la Barquera con Carrión de los Condes a través del Camino Real de la Valdavia.

## Toponimia
El topónimo de Villaeles proviene de la aglutinación del sustantivo latino Villa 'granja o quinta' más el antropónimo Feles o Félix, nombre hispanorromano de persona. El apellido de Valdavia alude al valle del río Abia, que pasa por el término, y que tiene su origen en el río que pasaba por el oppidum vacceo de Abia de las Torres. 

## Historia

### Edad Media
La primera mención relativa a Villaeles queda recogida en una donación efectuada en el año 905 por el magnate Osorio Díaz, acaso emparentado con la casa condal de los Banu Gómez de Saldaña, si bien no parece que se trate de uno de los hijos del conde Diego Muñoz del mismo nombre, habida cuenta de la fecha en la que se produce la donación. 
Este hecho quedó recogido en la confirmación que el rey Alfonso VI efectúa en la persona del abad Gonzalo, en el año 1068. El tal Osorio Díaz, objeto de la donación en cuestión, tuvo que ser una persona muy poderosa en la zona del Valdavia medio, habida cuenta el volumen de lo donado, ya que manda que si muriere sin sucesión, sea para el Monasterio de San Benito de Sahagún, todo cuanto tiene en Riacos, (lugar próximo a Vega de Riacos), Navafría, (existe un Navafría en la comarca de La Sobarriba en la provincia de León, pero podría referirse, por la cercanía del resto de lugares enumerados, a Villafría de la Peña), Tablares, al que se refiere como Tablales, Cornón de la Peña, Arenillas de San Pelayo, al que se refiere como Arenillas de Don Feles, el propio Villaeles, al que se refiere como Villa de Don Feles, el actualmente despoblado de Villa Ramnio, Villabasta, al que se refiere como Villa Abasta, el despoblado de Villa Tello, Arenillas de Nuño Pérez, a la que se refiere como Arenillas de Villa Nuño, Villanuño de Valdavia, al que se refiere como Villa de D. Nuño, el despoblado de Villa Hanne (no sabemos si se corresponde con el pago de Villahán de Yuso o Villahán de Suso), Villavega a la que se refiere como Villa Vajca, Castrillo de Villavega, al que se refiere como Castrillo de Hevia, el actualmente no identificado despoblado de Villa Meoguti y Polvorosa, a la que se refiere como Polvosera junto al río o arroyo de Agera, identificado como el actual río Valdavia.
A mediados del siglo XIV Villaeles era lugar de behetría, es decir: podía elegir señor, y sus vecinos eran vasallos del poderoso Juan Rodríguez de Cisneros al igual que Villabasta, tal y como queda recogido en el Becerro de las Behetrías de Castilla, mandado escribir por Pedro I de Castilla:

«Villa heles. E este logar es behetria e son vassallos de johan rodrigues de cisneros e sonnaturales el dicho johan rodrigues edon ñuño señor de vizcaya Dan cada año al rey por martiniega ciento e treinta e tres mrs e pagan monedas e servicios e que non pagan yantar nin fonsadera Dan cada año por naturaleza al dicho don ñuño seys mrs e al dicho johan rodrigues sus vassallos seys mrs E da cada vassallo por infurcion al dicho johan rodrigues cada vno una gallina e todos los del dicho logar que dan cada año al dicho johan rodríguez quarenta mrs.»

### Edad Moderna
En el siglo XVI Villaeles pagaba diezmos al cercano monasterio de San Pelayo de Arenillas y tenía 70 vecinos, más que ninguno de sus alrededores pues por ejemplo Buenavista tan solo tenía 60, Renedo 50 y Villasila 15. 
Varios pleitos tuvo Villaeles y pueblos cercanos contra la Mesta en el siglo XVII destacando las de 1633 y 1639. 
A mediados del siglo XVIII, Villaeles era villa realenga, pues pertenecía a Su Majestad. Tenía cuatro molinos harineros, 20 colmenares, 56 vecinos, 97 casas, el Hospital del Santo Ecce Homo, un cirujano, doce tejedores, etc. 
Por los años 50 del siglo XIX, Villaeles seguían siendo villa realenga, tenía 66 vecinos (unos 229 habitantes), un pósito, dos molinos harineros y una fábrica de lienzos, con ayuntamiento, 64 casas, un molino de aceite de quemar, etc.

## Demografía
Cuenta con una población de 48 habitantes (INE 2024).
| Gráfica de evolución demográfica de Villaeles de Valdavia entre 1842 y 2021 |
| |
| Población de derecho según los censos de población del INE Población de hecho según los censos de población del INEEn este censo se denominaba Villaecles: 1842 En estos censos se denominaba Villaeles: 1857 y 1860 |

## Economía
La actividad predominante es la agricultura sobre todo de secano (trigo, cebada...) y la ganadería ovina.

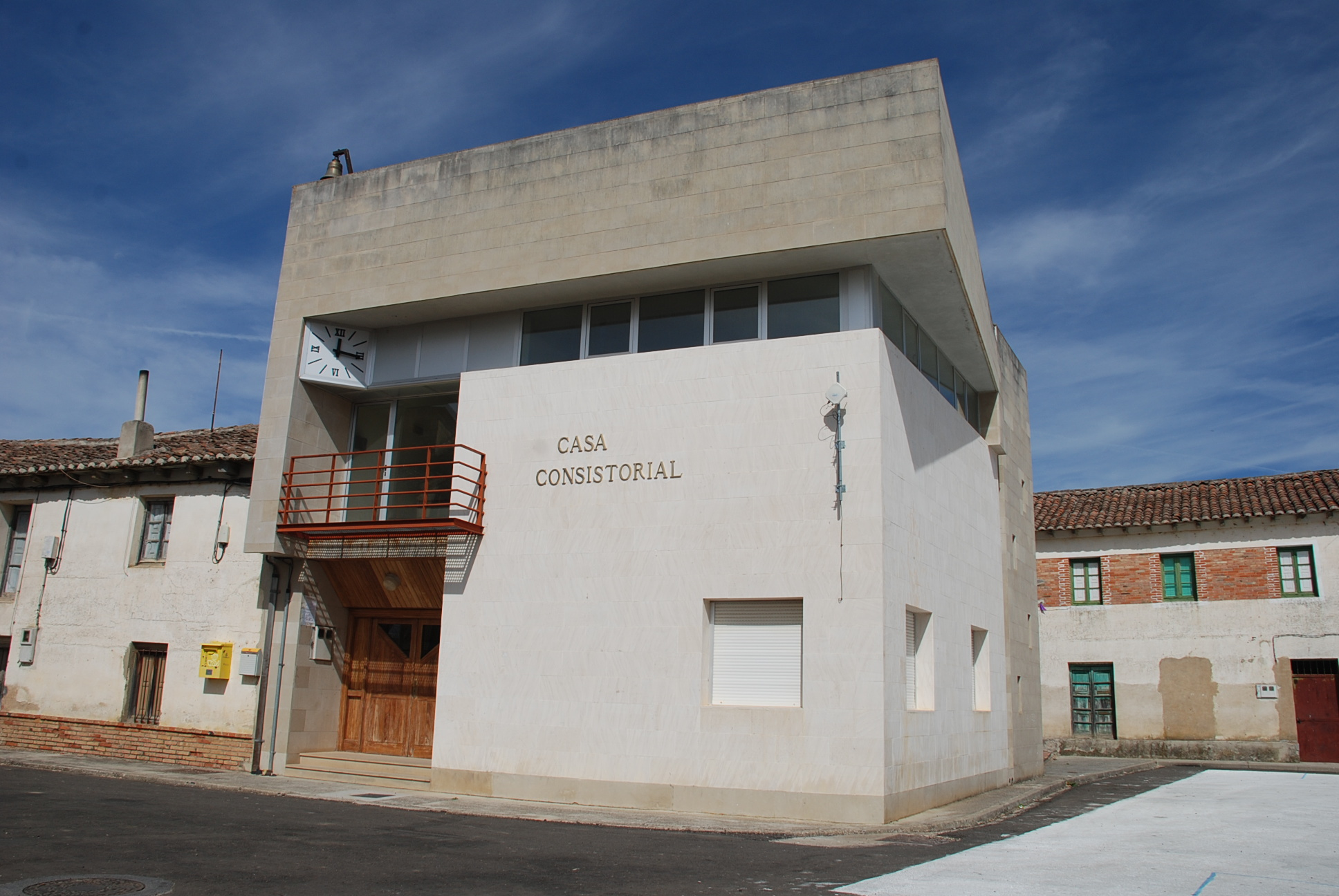
Casa consistorial

## Asociaciones
- Asociación de Amas de Casa Nuestra Señora de los Ángeles.

- Asociación de Cazadores San Martín.